# Campeonato Rondoniense de Futebol de 2018
O Campeonato Rondoniense de Futebol de 2018 foi a 77.ª edição da divisão principal do campeonato estadual de Rondônia. A competição deu ao campeão Real Desportivo Ariquemes vagas para a Copa do Brasil de 2019, uma vaga para a Copa Verde de 2019, e duas vagas na Série D de 2019. Beneficiou Genus.

## Regulamento
As 8 equipes se enfrentam em dois turnos. No primeiro turno as equipes se enfrentam em partidas de ida, O primeiro colocado, fica
classificado para as semifinais do campeonato. Já no segundo turno as equipes se enfrentam em partidas de volta, O primeiro colocado, fica classificado para as semifinais do campeonato.  A pior equipe foi rebaixada para o Campeonato Rondoniense de Futebol de 2019 - Segunda Divisão. 
Ao final dos dois turnos, as duas equipes classificadas em segundo e terceiro lugar somados os pontos do primeiro e segundo turnos estarão classificadas para as semifinais da competição. No caso do 1º colocado do primeiro turno ser também o 1º colocado do segundo turno,
classificar-se para as semifinais as equipes classificadas em segundo, terceiro e quarto lugares, somados os pontos dos dois turnos.
Primeiro Turno – Classificatória– Nessa Fase, as Associações jogarão em jogos de ida, o primeiro colocado no final do turno, garante vaga nas Semifinais do campeonato.
Segundo Turno – Classificatória– Nessa Fase, as Associações jogarão em jogos de volta, o primeiro colocado no final do turno, garante vaga nas Semifinais do campeonato.
Fase Final – Mata-Mata- Nessa Fase, as duas equipes classificadas em segundo e terceiro lugar na classificação geral se juntarão as duas equipes campeãs do 1º e 2º turno. As quatro equipes classificadas para as semifinais jogarão em partidas de ida e volta. As duas equipes classificadas nas semifinais farão a final do campeonato em dois jogos de ida e volta.
Ao campeão da competição garante as vagas na Série D de 2019, Copa do Brasil de 2019 , ao Vice-campeão garante também um vaga na Série D 2019 e ao terceiro colocado vaga na Copa Verde 2019.

## Critério de desempate
Os critério de desempate foram aplicados na seguinte ordem:
1. Maior número de vitórias
2. Maior saldo de gols
3. Maior número de gols pró (marcados)
4. Maior número de gols contra (sofridos)
5. Confronto direto
6. Sorteio

## Ariquemes
O Ariquemes não irá disputar a competição na edição de 2018 pois não apresentou os documentos dentro do prazo. A equipe poderá voltar à elite de 2019 caso participe e conquiste uma das duas vagas da Segunda Divisão de 2018,que acabou não acontecendo. 

## Equipes participantes
- A ^  18 de abril de 2018, o Vilhena anunciou sua saída do Campeonato Rondoniense por questões financeiras..[11].